# جورج شتاين
جورج شتاين (بالفرنسية: Georges Stein)‏ هو رسام فرنسي، ولد في 1870، وتوفي في ديسمبر 1917.